# Natalia Tułasiewicz

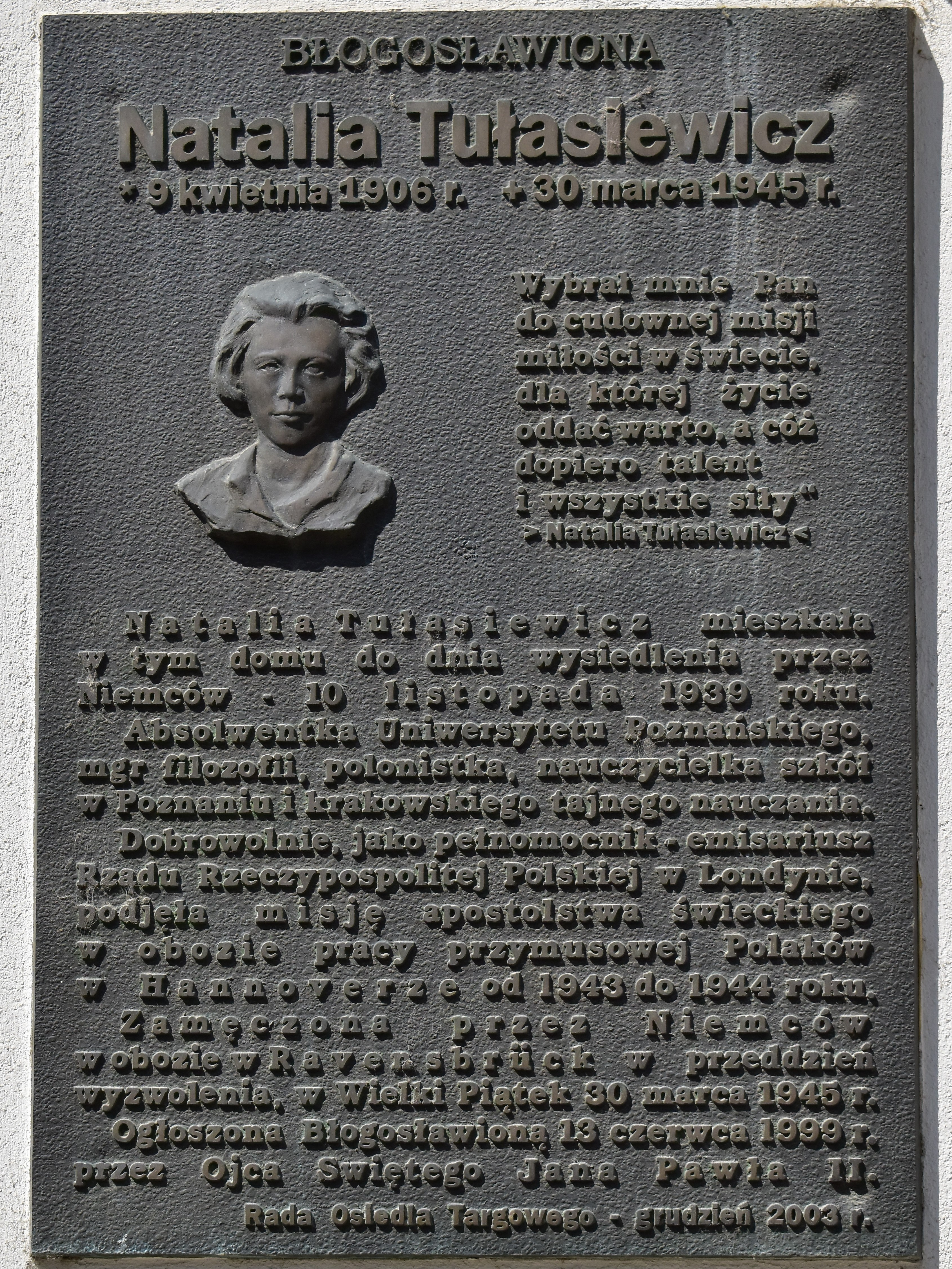
Informationstafel zu Natalia Tułasiewicz an ihrem ehemaligen Wohnhaus in Poznań

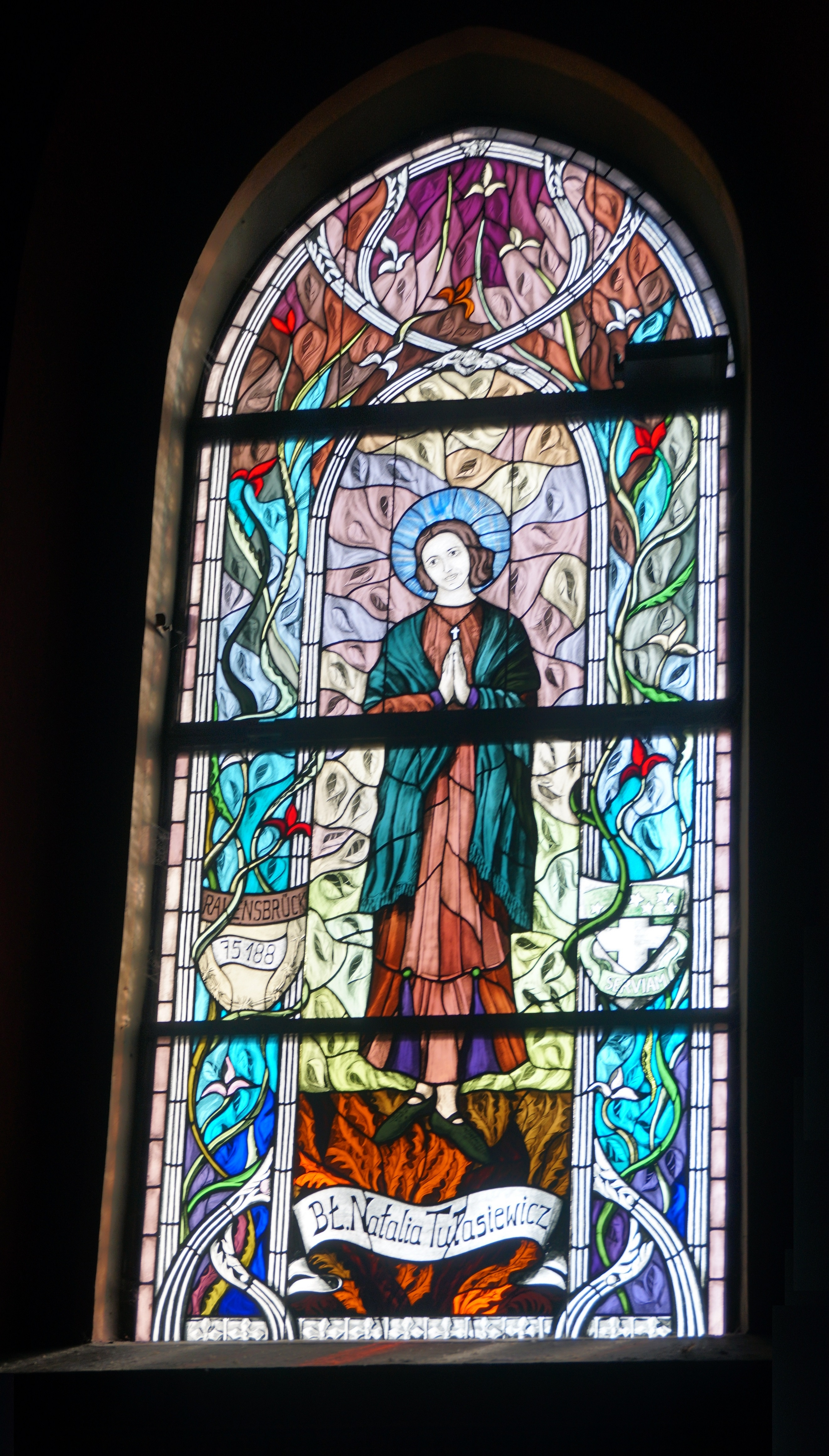
Bildfenster in St. Adalbert, Posen

Natalia Tułasiewicz (geboren 9. April 1906 in Rzeszów; gestorben 30. März 1945 in Ravensbrück) war eine polnische Lehrerin, Laienapostelin, Dichterin und Mitarbeiterin der polnischen Exilregierung während des Zweiten Weltkriegs. Sie wurde im KZ Ravensbrück ermordet und 1999 von Papst Johannes Paul II. seliggesprochen.

## Leben und Wirken
Natalia Tułasiewicz wurde am 9. April 1906 in Rzeszów als Tochter von Natalia Bromnik und Adam Tułasiewicz geboren. 1921 übersiedelte die Familie nach Posen, wo Tułasiewicz das Ursulinengymnasium besuchte. 1926 nahm sie ein Studium der Polonistik an der Adam-Mickiewicz-Universität auf, das sie 1931 mit einem Magister in polnischer Philologie abschloss. Während eines Heilaufenthalts in den Jahren 1928/29 unterrichtete sie im Sanatorium in Rabka kranke Kinder. Nach dem Studium, das Tułasiewicz teilweise durch Nachhilfeunterricht finanziert hatte, arbeitete sie einige Jahre in Posen als Lehrerin.
Als der Landesteil um Posen, Gnesen und Łódź im Rahmen der deutschen Besetzung Polens 1939 völkerrechtswidrig annektiert, als Wartheland in das Großdeutsche Reich eingegliedert und mit Volksdeutschen aus anderen Teilen Osteuropas neu besiedelt wurde, wies man Tułasiewicz zusammen mit ihrer Familie in das Generalgouvernement Polen aus. Ab 1940 lebte sie in Krakau, wo sie im Untergrund weiterhin Schulkinder unterrichtete. Als Abgesandte der Untergrundorganisation West, gegründet von der Polnischen Heimatarmee, wurde sie im August 1943 mit einer Gruppe von Zwangsarbeiterinnen nach Deutschland gebracht, wo sie in den zum Pelikan-Konzern gehörenden Verpackungswerken Günther Wagner arbeiten musste. Neben der Fabrikarbeit war Tułasiewicz als Lehrerin und Laienapostelin für die anderen Zwangsarbeiterinnen tätig, sie schrieb Gedichte, Texte für religiöse Lieder und ein Krippenspiel und organisierte künstlerische Aktivitäten.
Nachdem die konspirative Tätigkeit von Tułasiewicz aufgedeckt worden war, wurde sie gemeinsam mit ihrer Kontaktperson am 29. April 1944 verhaftet. Sie war in Gefängnissen in Hannover und Berlin und schließlich im El-De-Haus in Köln untergebracht. Tułasiewicz wurde zum Tode verurteilt und im September 1944 in das KZ Ravensbrück deportiert. Während der Lagerhaft dort war sie wiederum als Laienapostelin tätig, hielt für ihre Mitgefangenen Vorträge über Geschichte und Literatur und schrieb Gedichte. Am 30. März 1945, kurz vor der Befreiung des Lagers, wurde sie in der Gaskammer im KZ Ravensbrück ermordet.

## Würdigung
Tułasiewicz wurde von Papst Johannes Paul II. in einer Gruppe von 108 polnischen Märtyrerinnen und Märtyrern am 13. Juni 1999 seliggesprochen. 2022 wurde sie zur Schutzheiligen der polnischen Lehrerinnen und Lehrer erklärt. In Posen ist eine Schule nach ihr benannt. Eine Abbildung findet sich in einem Kirchenfenster in der Posener St.-Adalbert-Kirche.